# Montagna (Sansepolcro)
Montagna is een plaats (frazione) in de Italiaanse gemeente Sansepolcro.